# في ظل أخي
في ظل أخي هي قصة سيرة ذاتية للكاتب الألماني أوفي تيم في عام 2003. الكاتب يتحدث عن عائلته وكيف تعاملوا مع وفاة أخيه صاحب الستة عشر عاما والذي كان عضوا في فافن إس إس عند اندلاع الحرب العالمية الثانية. التجارب الذاتية تصبح نقطة الانطلاق للسؤال حول المعالجة العامة لماضي النازية في فترة ما بعد الحرب. 

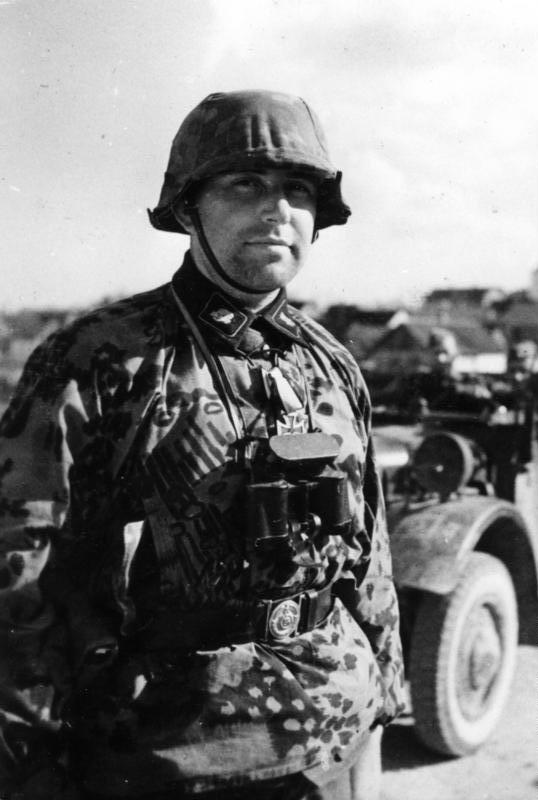
صورة لأحد جنود فافن إس إس في روسيا.

## المحتوى
كانت عائلة تيم تعيش في فترة الحرب العالمية الثانية في هامبورغ لها ثلاثة أطفال: ابنة اسمها هانى لورى وطفل لديه سنتين واسمه كارل هاينز وأخيرا أوفي وهو أصغر من اخته بثمانية عشر عاما. عندما أصبح كارل هاينز في عمر الثامنة عشر، تطوع في وحدات النخبة النازية في عام 1942 لينضم إلى وحدة الصفوة. وعند إرساله إلى الجبهة الشرقية، يتم منعه من كتابة مذكراته حيث كان يكتب تجاربه. بعد نصف سنة من الخدمة العسكرية جُرح بشدة ومات بعد ذلك بشهر في أكتوبر 1943.
خدم الأب كجندي في الحرب العالمية الأولى وانضم إلى وحدة التطوع بعد الحرب وقاتل في البلطيق. من خلال أم لا تستطيع نسيان ابنها، وأب لا يريد نسيانه تضيع طفولة أوفي تيم الأخ الغائب والحاضر في نفس الوقت. بعد وفاة الوالدين والأخت، يحاول أوفي أن يقترب من أخيه عن طريق مذكراته ورسائل الحرب المحفوظة. وفي أثناء كتابته عن أخيه، يبحث أوفي عن أجوبة لأسئلته.

## الشعار
شعار الكتاب هو سطرين من قصيدة مارك أنتوني في الجنة بواسطة وليام كارلوس وليامز في عام 1913.

## النية
يهتم أوفي تيم كثيرا بسؤال لماذا لم ينتظر أخوه التعبئة كباقي الرجال في هذا العام وقام بالتطوع. كما يحاول معرفة مقدار الذنب الذي تحمله بسبب عمله في فافن إس إس وما إذا كان مسئولا بشكل مباشر أو كان انتهازيا ولماذا كان يقدمه الأب دائما كمثال يحتذى به للأخ الأصغر. 
عن طريق العمل على قصة أخيه، يكرس نفسه لدور والديه ويتعامل مع ذنب هذا الجيل. يكتب على سبيل المثال: «الجيل من الآباء والجيل من الجناة عاشوا عن طريق الحكاية وعن طريق الإخفاء» تماما كرواية شلينك: القارئ فالصراع بين جيل الشباب وجيل الآباء والذين لم يكونوا قادرين على نقد ماضيهم وهي فكرة هامة في الكتاب ويظهر ذلك بوضوح في علاقة أوفي الطبيعية مع والده.

## الإنتاج
- أوفه تيم: في ظل أخي. ميونيخ: DTV, 2005. ISBN 3-423-13316-3, الأولى، 2003
- في ظل أخي، كتاب مسموع, إنتاج كامل بصوت غيرت هايدنرايش من إنتاج راندوم هاوس للصوتيات، ISBN 978-3-89830-653-9